# Stephen Sir
Stephen Sir (Minneapolis, 16 settembre 1982) è un ex cestista canadese.